# Herend
Herend (in tedesco Herrendorf) è una città di 3.533 abitanti situata nella contea di Veszprém, nell'Ungheria nord-occidentale.